# Tay Za
Tay Za, auch Tayza oder Teza geschrieben, (birmanisch တေဇ; * 18. Juli 1967 in Rangun in Burma) ist ein burmesischer Geschäftsmann, der eng mit dem General der früheren Militärjunta Than Shwe verbunden ist.

## Leben
Tay Za ist das jüngste von sechs Kindern eines ehemaligen Oberstleutnants. 1982 schloss er die Prüfungen der 10. Klasse am TTC in Rangun ab und trat in die Akademie der Streitkräfte in Pyin U Lwin im Hochland östlich von Mandalay ein. Seine Ausbildung dort musste er jedoch abbrechen, da er eine junge Frau heiratete, ohne eine Erlaubnis ihrer Eltern und die der Akademie zu haben. Für diese Übertretung landete er sogar im Militärgefängnis.
Tay Za trägt den burmesischen Ehrentitel Thiri Pyanchi.

## Geschäftsinteressen
Tay Zas Firma Htoo Group ist seit den frühen 1990er Jahren hauptsächlich im Export von ganzen Teakholz-Stämmen engagiert und war gemäß den letzten vorliegenden Geschäftszahlen aus dem Jahre 2007 Burmas größter privater Exporteur. Weitere Geschäftsfelder von Tay Za sind die Bauindustrie, Projekte der Infrastruktur, Tourismus und Mobiltelefone. 
Air Bagan ist bisher (2012) die einzige private Fluglinie in Burma. Sie ist der Hauptsponsor des Fußballclubs Yangon United Football Club. 

## Sanktionen
Die Firmen Ray Zas unterliegen seit 2007 internationalen Sanktionen durch die Europäische Union, die USA und weiteren Staaten.